# The Word
«The Word» (с англ. — «Слово») — песня группы «Битлз», впервые вышедшая на альбоме «Rubber Soul». Песня была написана Джоном Ленноном и Полом Маккартни.
Песня «The Word» является первой, в которой группа поёт о любви как об умозрительном понятии. В определённом смысле эта песня является знаковой в их творчестве, отмечающей переход от ранних, «предметных» песен о любви, к более абстрактным песням (квинтэссенцией которых можно считать «All You Need Is Love»).
В тексте песни её авторы словно провозглашают новую веру, новое откровение о любви:
| Say the word and you’ll be free Say the word and be like me Say the word I’m thinking of Have you heard the word is love? | Скажи это слово — и ты будешь свободным, Скажи это слово — и будь как я, Скажи слово, о котором я думаю, Ты слышал, что это слово — «любовь»? |

По словам самого Леннона, «Слово [о котором идёт речь] — это „любовь“; в хороших и плохих книгах, которые я читал, каких угодно, где угодно, таким словом является „любовь“. Похоже, что это слово лежит в основе мироздания».
В музыкальном плане песня характеризуется живым ритмом, не слишком разнообразными гармониями и простой мелодией. Маккартни по поводу этой песни сказал следующее: «Джон и я хотели бы писать песни с одной единственной нотой, как „Long Tall Sally“. У нас почти получилось это с „The Word“».
Песня была записана в ночь с 10 на 11 ноября 1965 года на студии «Abbey Road Studios». Сессия началась в 9 вечера, а закончилась в 4 часа утра. В записи многоголосой вокальной партии участвовали все члены группы кроме Ринго Старра.
В записи участвовали:
- Джон Леннон — вокал, ритм-гитара
- Пол Маккартни — вокал, бас-гитара, фортепиано
- Джордж Харрисон — вокал, соло-гитара
- Ринго Старр — ударные, маракас
- Джордж Мартин — фисгармония